# Jaskinia Koniepruska
Jaskinia Koniepruska (cz. Koněpruské jeskyně) – jaskinia krasowa w Czechach, na Wyżynie Berounki.
Jaskinia Koniepruska posiada bogatą szatę naciekową.
W jaskini znajduje się ważne stanowisko archeologiczne i antropologiczne.